# O Moço Loiro
O Moço Loiro é um romance de Joaquim Manuel de Macedo publicado originalmente em 1845.
A obra, que se enquadra na corrente literária do Romantismo, retrata a sociedade burguesa da cidade do Rio de Janeiro no século XIX.